# Nacho Cerdà
Ignacio Cerdà, más conocido como Nacho Cerdà  (nacido 1969) es un director de cine español conocido por su película Aftermath estrenada en 1994. Un año después de producirla, fue acusado de realizar un montaje sobre la autopsia a un supuesto extraterrestre; sin embargo, esta acusación fue retirada debido a que se reveló posteriormente que Ray Santilli había sido el director. 
Cerdà también dirigió The Abandoned, cinta lanzada en 2007 que giró en torno a una productora americana de películas quien retorna a su hogar en Rusia, para descubrir la verdad sobre su historia familiar; fue estrenada en el festival de horror «After Dark Horrorfest» de  Estados Unidos en noviembre de 2006. La película recibió un lanzamiento independiente en los cines en febrero de 2007. El DVD fue lanzado el 19 de junio de 2007.